# Mohammed Ben Ali Abgali
Pour les articles homonymes, voir Mohammed Ben Ali et Ben Ali (homonymie).

Mohammed Ben Ali Abgali est un ambassadeur marocain à la cour anglaise, envoyé du sultan Moulay Ismail de 14 aout 1725 à février 1727.